# Enéas
Enéas de Camargo – noto come Enéas – (San Paolo, 18 marzo 1954 – San Paolo, 27 dicembre 1988) è stato un calciatore brasiliano, di ruolo attaccante.

## Caratteristiche tecniche
Attaccante più votato alla rifinitura che alla finalizzazione, Enéas aveva le sue qualità migliori nella proprietà di palleggio, l'abilità nel dribbling e la capacità di creare varchi per i compagni di reparto con i suoi movimenti offensivi lungo tutto il fronte d'attacco.

## Carriera
Enéas fu acquistato dal Bologna nel 1980 come seconda punta da schierare al fianco di Salvatore Garritano. Proveniva dal Portuguesa, di cui era considerato uno dei giocatori più rappresentativi.
Dopo un buon inizio di stagione, ebbe difficoltà di adattamento al clima invernale italiano, al punto da essere costretto a scendere in campo con guanti, calzamaglia e berretto. Questi accorgimenti non bastarono, tuttavia, ad evitargli un infortunio che lo costrinse a saltare una dozzina di partite, accentuando ulteriormente il suo disagio, già fortemente evidenziato dalla scarsa vita sociale che conduceva a Bologna e dai problemi familiari con la moglie, sofferente di saudade ancor più di lui.
Nella vittoria in trasferta contro la Juventus al Comunale di Torino offrì un'ottima prestazione. Non venne confermato per la stagione successiva e venne ceduto all'Udinese nello scambio con Herbert Neumann. Nella sua carriera in maglia rossoblù collezionò in tutto 20 presenze con 3 gol all'attivo.
L'esperienza in Friuli fu di breve durata: venne ceduto prima dell'inizio della stagione 1981-1982 al Palmeiras. Chiusa la sua esperienza nella squadra paulista, giocò ancora in varie società minori (Juventude, Atlético Goianiense, Desportiva Ferroviaria, Central de Cotia).
Ritiratosi dall'attività agonistica, intraprese l'attività di marketing e pubbliche relazioni fino alla sua prematura morte, avvenuta il 27 dicembre 1988, all'età di 34 anni, causata dai postumi di un incidente stradale avvenuto il 22 agosto precedente.

## Statistiche

### Cronologia presenze e reti in nazionale
| Cronologia completa delle presenze e delle reti in nazionale ― Brasile | Cronologia completa delle presenze e delle reti in nazionale ― Brasile | Cronologia completa delle presenze e delle reti in nazionale ― Brasile | Cronologia completa delle presenze e delle reti in nazionale ― Brasile | Cronologia completa delle presenze e delle reti in nazionale ― Brasile | Cronologia completa delle presenze e delle reti in nazionale ― Brasile | Cronologia completa delle presenze e delle reti in nazionale ― Brasile | Cronologia completa delle presenze e delle reti in nazionale ― Brasile |
| Data                                                                   | Città                                                                  | In casa                                                                | Risultato                                                              | Ospiti                                                                 | Competizione                                                           | Reti                                                                   | Note                                                                   |
| ---------------------------------------------------------------------- | ---------------------------------------------------------------------- | ---------------------------------------------------------------------- | ---------------------------------------------------------------------- | ---------------------------------------------------------------------- | ---------------------------------------------------------------------- | ---------------------------------------------------------------------- | ---------------------------------------------------------------------- |
| 31-3-1974                                                              | Rio de Janeiro                                                         | Brasile                                                                | 1 – 1                                                                  | Messico                                                                | Amichevole                                                             | -                                                                      |                                                                        |
| 7-4-1976                                                               | Montevideo                                                             | Brasile                                                                | 1 – 1                                                                  | Paraguay                                                               | Coppa dell'Atlantico                                                   | 1                                                                      |                                                                        |
| 28-4-1976                                                              | Rio de Janeiro                                                         | Brasile                                                                | 2 – 1                                                                  | Uruguay                                                                | Coppa dell'Atlantico                                                   | -                                                                      |                                                                        |
| Totale                                                                 |                                                                        | Presenze                                                               | 3                                                                      |                                                                        | Reti                                                                   | 1                                                                      |                                                                        |

## Palmarès

### Club
- Campionato Paulista: 1

Portuguesa: 1973
- Campionato Capixaba: 1

Desportiva Capixaba: 1986